# Am Plastair
Am Plastair – wyspa znajdująca się w archipelagu St Kilda. Jest stworzona z masywnej skały. Wyspa chroniona jest przez National Trust for Scotland.

## Geografia
Wyspa znajduje się przy Soay oraz Hircie (największej wypie archipelagu St Kilda). Różne źródła pokazują inne wysokości najwyższego miejsca: 45 m n.p.m., 42 m n.p.m..